# 24 (Eslovaquia)
24 (:24) es el cuarto canal nacional eslovaco perteneciente y operado por STVR. Es un canal de noticias que fue creado tras la situación de emergencia asociada con la invasión rusa de Ucrania.

## Historia
El canal inició emisiones el 28 de febrero del 2022, cuatro días después de la invasión rusa a Ucrania. Sustituyó a Trojka, que posteriormente retomaría las emisiones el 10 de junio de dicho año de manera independiente.
24 iba a ser, en un primer momento, un canal temporal, previsto para dos semanas, pero finalmente se decidió que el canal permanecería permanente.
El canal estuvo controlado por Rozhlas a televízia Slovenska hasta 2024, cuando RTVS fue reemplazado por el actual ente público Slovenská televízia a rozhlas.

## Programación
24 se compone de bloques de noticias regulares, complementados con estrenos y repeticiones de programas de noticias y actualidad, emitidos regularmente por Jednotka, Dvojka y Rádio Slovensko. Entre su programación más destacada se encuentra:
- Správy STVR.
- Správy STVR z regiónov.
- Národnostné správy STVR.
- Nočné správy STVR.
- Interview :24.
- Ranné správy STVR.
- Správy a komentáre.
- Ekonomika :24.
- Hírek.
- Archív STVR :24.
- Reportéri.
- Klub :24.